# Nathaniel Briggs
Nathaniel Briggs fue un inventor estadounidense que el 28 de marzo de 1797 patento por primera vez una máquina de lavado en Estados Unidos.
Esta máquina de lavar, conocida como la Caja Mangler, tenía una marco pesado que contenía gran cantidad de rocas encima de varios rodillos largos de madera. La ropa lavada se colocaba sobre una hoja y esta se enrollaba sobre uno de los rodillos, mientras dos personas jalaban de unas palancas para mover la pesada caja llena de piedras a través de los rodillos. Esta era costosa y grande por lo cual requería de un gran trabajo para ser utilizada.